# Oliver Grau
Oliver Grau (24. oktobra 1965) je istoričar umetnosti i teoretičar medija čiji se rad fokusira na nauku slike (image science), modernost i medijsku umetnost, kao i kulturu 19. veka i italijansku umetnost renesanse.

## Radovi
Oliver Grau je profesor i šef Katedre za nauku slike na Dunavskom Univerzitetu u Kremsu, Austrija.
Napisao je:
- Virtuelna umetnost: od opsene do uranjanja (Clio, 2008)
- (2005)
- (2007)

Oliver Grau drži predavanja širom sveta,
dobitnik je mnogobrojnih nagrada, i objavio je knjige na engleskom, španskom, portugalskom, srpskom, makedonskom, slovenačkom, korejskom i kineskom jeziku. Svoja istraživanja usmerio je na istoriju medijske umetnosti, istoriju uranjanja (virtuelna realnost) i osećanja, kao i istoriju, ideju i kulturu teleprisutnosti i veštačkog života. U knjizi Virtuelna umetnost, o kojoj je napisano više od pedeset recenzija, prvi put je obuhvaćena 
istorijska komparacija unutar teorije uranjanja kao i sistematska analiza trojstva koju čine umetnik, umetničko delo i posmatrač u okvirima digitalne umetnosti. Istraživanje se vezuje za novi model evolucione istorije medija iluzije koja se bazira na novim potencijalima sugestije koja utiče na čula s jedne strane, i različitim intenzitetima otuđivanja posmatrača (medijska kompetencija) s druge strane.
Grau je začetnik novih naučnih pristupa humanističkim naukama / digitalnim humanističkim naukama. Pored toga, bio je rukovodilac projekta Immersive Art (uranjajuća umetnost) Nemačke naučne fondacije čiji je tim 1998. godine formirao prvu međunarodnu arhivu digitalne umetnosti baziranu na open source platformi pri Dunavskom Univerzitetu u Kremsu, iz koje su nastali brojni drugi projekti ove vrste. Od 2000. godine, baza podataka digitalne umetnosti  je prva online arhiva koja sadrži video dokumentacije dela digitalne umetnosti (www.virtualart.at). Od 2005. godine, Oliver Grau je rukovodilac baze podataka, odnosno digitalne arhive Goettweigs kolekcije grafika, najveće austrijske privatne kolekcije grafika koja sadrži 30.000 radova, uključujući između ostalih, radove Albrehta Direra i Gustava Klimta.
Grau je razvio novi međunarodni plan i program za nauku slike: master programe istorije medijske umetnosti, akademske stručne programe za Menadžment digitalnih kolekcija i Dizajn izlaganja, Vizuelne kompetencije i master studije iz oblasti Nauke slike. Povrh toga, kreirane su i takozvane Donau Telelectures, odnosno novi interaktivni oblik predavanja i debata koji se putem interneta prenosi širom sveta.
Nakon studija u Hamburgu, Sieni i Berlinu i završavanja doktorske disertacije, Grau je predavao na Univerzitetu Humboldt u Berlinu, bio je gost mnogih istraživačkih laboratorija u Japanu i САД, a od 2003. godine kada je habilitirao - stekao post-doktorsku kvalifikaciju profesora za nastavu, radi kao profesor na mnogim međunarodnim univerzitetima. Oliver Grau je takođe savetnik pri međunarodnim stručnim časopisima i različitim udruženjima i vodi mnogobrojne konferencije. Od 2002. godine, Grau pokušava da napravi spoj između medijske umetnosti i njene istorije koja obuhvata više različitih polja istraživanja, te je postao osnivač i direktor Prve međunarodne konferencije za istoriju medijske umetnosti, nauke i tehnologije pod nazivom Refresh! koja je održana u Banfu u Kanadi 2005. godine, a potom u Berlinu 2007, Melburnu 2009. godine, a sledeća konferencija biće održana u Liverpulu 2011. godine. Knjiga MediaArtHistories koju je napisao Oliver Grau, kao i online arhiva tekstova mediaarthistory.org, rezultat su ovih konferencija.
Neke od nagrada su: 
- 2001. - postao je član Nemačke akademije nauka Leopoldina i Brandenburške akademije nauka u Berlinu
- 2002. - InterNations/Gete Institut
- 2003. - Knjiga meseca,
- 2003. - stipendija za istraživački rad od nemačko-italijanskog centra
- 2004. – Nagrada za medije, Humboldt Univerzitet

## Spisi (Monografije)
- Die Sehnsucht, im Bild zu sein. Zur Kunstgeschichte der virtuellen Realität. Dissertation. Humboldt-Universität, Berlin 1999.
- Virtual Art. From Illusion to Immersion. MIT-Press, Cambridge 2003 (Chinesisch 2006, Serbisch 2008, Portugiesisch 2009).
- Bildwerdung. Habilitationsschrift. Kunstuniversität, Linz 2004.
- Эмоции и иммерсия: ключевые элементы визуальных исследований / Пер. с нем. А. М. Гайсина, EDIOS Publishing House, St. Petersburg 2013.

## Spisi (Izdanja u selekciji)
- Imagery of the 21st Century, Cambridge: MIT-Press 2011.
- MediaArtHistories, Cambridge: MIT Press 2007 (Übersetzungen in Brasilien und Mazedonien).
- Mediale Emotionen. Zur Lenkung von Gefühlen durch Bild und Sound, (gemeinsam mit Andreas Keil): Frankfurt/Main: Fischer 2005.

## Objavljeni baze podataka
- Digitale Kunst (Archive of Digital Art), ehemals Database of Virtual Art seit 2000 www.digitalartarchive.at
- MedienKunstGeschichte, seit 2005 www.MediaArtHistories.org
- Graphische Sammlung Göttweig online, seit 2007 www.gssg.at

## Odabrane publikacije
- Druckgrafik bis Medienkunst: Neue Analyseinstrumente für die historisch vergleichende Bildforschung. in: Rundbrief Fotografie, Vol. 21 (2014), No. 1/2 [N.F. 81/82], S. 108-116.
- Our Digital Culture Threatened by Loss, in: The World Financial Review, 2014, pp. 40-42.
- New Perspectives for the (Digital) Humanities, in: The Challenge of the Object, Congress Proceedings of the 33rd Congress of the International Committee of the History of Art. T. 1-3. Ed. by G. Ulrich Großmann/Petra Krutisch, Nuremberg 2013, S. 990-994.
- Image Science & MediaArtHistories. New Infrastructures for 21th Century. in: Gunther Friesinger, Johannes Grenzfurthner, Thomas Ballhaus (Eds.): Mind and Matter. Comparative Approaches towards Complexity, Bielefeld: transcript 2011, S. 29-37.
- Media Art’s Challenge for our Societies. in: 2010 International Humanities Conference, Boundary Crossing Humanities and Symbiotic Society, Yonsei University, Seoul 2010, S. 163-193.
- Renewing knowledge structures for Media Art. in: EVA London 2010. Electronic Visualisation and the Arts, BCS London, Alan SEAL, Jonathan BOWEN and Kia NG (Eds.), S. 286-295.
- Living Habitats: Immersive Strategies. in: Christa Sommerer, Laurent Mignonneau (Hg.): Interactive Art Research, Springer, Vienna/New York 2009, S. 170-175.
- Истории на медиумската уметност (Media Art Histories, Macedonian Translation), Генекс, Кочани, 2009}
- Lembrem a Fantasmagoria! Polìtidca da Ilusào do Sèculo XVIII e sua vida apòs a morte Multimìdia, In: Diana Domingues: Arte, Ciència e Technologia (Media Art Histories, Portuguese Translation), Sao Paulo, Editora Unesp: 2009}
- Media Art Needs Histories and Archives. in: Zhuangshi, Beijing 2008, No. 7, S. 50-61.
- The Recombinant Reality – Immersion and Interactive Image Spaces. in: Synthetic Times, Cambridge, M.A.: MIT Press 2008, S. 72-93 (German/Chinese).
- Virtuelna umetnost, (Virtual Art: From Illusion to Immersion, Serbian Translation), Beograd: Clio, 2008}
- Intermedijske etap navidezne resni`cnosti v 20. stoletju: Umetnost kot navdih evolucije medijev (Intermedia Stages of Virtual Reality in the Twentieth Century: Art as Inspiration of Evolving Media, Slovenian Translation), In: Mojca Zlokarnik: Likovne Besede, Ljubljana, Janus: 2008}
- “Vorsicht! Es scheint, das er direkt auf die Dunkelheit zustürzt, in der Sie sitzen.” Immersions- und Emotionsforschung, Kernelemente der Bildwissenschaft. in: Klaus Herding/Antje Krause-Wahl (Eds.): Wie sich Gefühle Ausdruck verschaffen, Taunusstein: Verlag Dr. H. H. Driesen GmbH 2007, S. 263-288.
- Media Art Histories, MIT Press/Leonardo Books, 2007.}
- Phantasmagorischer Bildzauber des 18. Jahrhunderts und sein Nachleben in der Medienkunst. in: Brigitte Felderer (Ed.): Rare Künste: Zur Kultur und Mediengeschichte der Zauberkunst, Vienna 2006, S. 461-480.
- Kunst als Inspiration medialer Evolution: Überwindungsvisionen der Kinoleinwand vom Stereopticon zur Telepräsenz. in: Thomas Hensel, Klaus Krüger, Tanja Michalsky (Eds.): Das bewegte Bild. Film und Kunst, Munich 2006, S. 419-448.
- Virtual Art: From Illusion to Immersion, (Chinese Translation), Tsinghua University Press 2006}
- MedienKunstGeschichte: Für eine transdisziplinäre Bildwissenschaft in: Matthias Bruhn and Karsten Borgmann (Eds.): Sichtbarkeit der Geschichte. Beiträge zu einer Historiografie der Bilder / ed. for H-Arthist and H-Soz-u-Kult. Berlin: Clio-online and Humboldt University of Berlin 2005.
- Mediale Emotionen. Zur Lenkung von Gefühlen durch Bild und Sound Fischer, Frankfurt/Main 2005.}
- Arte Virtual. Da Ilusào à imersào (Virtual Art, Portuguese Translation), Sao Paulo, Editora Unesp: 2005}
- Der Digitale Bau: Aktuelle Tendenzen der Raumvisualisierung und ihre Vorläufer in: Thesis, Wissenschaftliche Zeitschrift der Bauhaus-Universität Weimar, 2004, Vol. 3, S. 112-121.
- For an Expanded Concept of Documentation: The Database of Virtual Art, ICHIM, École du Louvre, Cultural institutions and digital technology, acte publié avec le soutien de la Mission de la Recherche et de la Technologie du Ministère della Culture et de la Communication, Paris 2003, Proceedings, CD-Rom, pp. 2-15.
- Virtual Art: From Illusion to Immersion, MIT Press/Leonardo Books, 2003.}
- The Database of Virtual Art: For an expanded concept of documentation, in: ICHIM, École du Louvre, Ministère de la Culture et de la Communication, Proceedings, Paris 2003, S. 2-15.}
- Bilder von Kunst und Wissenschaft: Auf dem Weg zur Bildwissenschaft, in: Gegenworte: Zeitschrift für den Disput über Wissen, edited by BBAW, Berlin 2002, pp. 25-30.
- Kunst als Inspiration medialer Evolution. Intermediale Etappen des Virtuellen im 20. Jahrhundert, in: Christoph Tholen (Ed.): Intervalle 5, Schriftenreihe des Wissenschaftlichen Zentrums der Universität Kassel: Kassel University Press 2002, pp. 57-76.
- New Images from Life, in: Art Inquiry: Recherches sur les Arts, Ryszard Kluszinsky (Ed.), annual publication by Lodz Scientific Society, 2001, pp. 7-26.
- Zwischen Bildsuggestion und Distanzgewinn, in: Klaus Sachs-Hombach (Ed.): Vom Realismus der Bilder: Interdisziplinäre Forschungen zur Semantik bildlicher Darstellungsformen, Magdeburg 2001, pp. 213-227.
- Telepräsenz: Zu Genealogie und Epistemologie von Interaktion und Simulation, in: Peter Gendolla u.a. (Hg.): Formen interaktiver Medienkunst. Geschichte, Tendenzen, Utopien, Frankfurt/Main: Suhrkamp 2001, S. 39-63.}
- The History of Telepresence: Automata, Illusion, and The Rejection of the Body in: Ken Goldberg (Ed.): The Robot in the Garden: Telerobotics and Telepistemology on the Internet, Cambridge/Mass.: MIT-Press 2000, pp. 226-246.
- Into the Belly of the Image: Historical Aspects of Virtual Reality, in: Leonardo: Journal of the International Society for the Arts, Sciences and Technology, 32  (5):, 1999, pp. 365-372.
- Hingabe an das Nichts: Der Cyberspace zwischen Utopie, Ökonomie und Kunst, in: Medien.Kunst.Passagen, No. 4, 1994, pp. 17-30.